# Opseostlengis insignis
Opseostlengis insignis là một loài ruồi trong họ Asilidae. Opseostlengis insignis được White miêu tả năm 1914.